# 王繼英 (宋朝)
王继英（946年—1006年），开封祥符（河南省开封市）人，北宋大臣。
王继英年轻时跟从赵普做文书，赵普罢相到河阳，为少保，随从的人都离开了，王继英事奉更加小心。赵普再次入相，王继英隶属于中书五房、院。
当时真宗赵恒在藩邸，选王继英为导吏兼内知客事。宋太宗召见，对他说：“你之前事奉赵普，朕都知道。今事奉亲王，更应该尽节。”赵恒被立为太子，授王继英为左清道率府副率兼左春坊谒者。谒者本是宦官的职务，副率品秩尊崇，不是左右侍奉的人所担任的，让他兼领，是执政的失误。
宋真宗即位，擢升为引进使。咸平初年，领恩州刺史兼掌阁门使，转任左神武大将军、枢密都承旨，改任客省使。契丹国入侵，王继英密请皇帝北巡，宋真宗即命王继英骑驿马到镇州、定州、高阳关查看行宫储备，向将士宣谕。不久充任澶州钤辖。当时大将傅潜观望不战获罪，命令王继英到军中召回交给官吏。
不久掌管三班，拜宣徽北院使，和周莹一起同知枢密院事。周莹出镇，王继英遂成为枢密院的首脑，他小心谨慎，以勤敏著称，真宗很倚赖他。
景德元年（1004年），授枢密使。旧制，枢密院使的祖母和母亲最高封郡太夫人，有诏为王继英的祖母和母亲特加国太夫人之封。曾经因为进补军校，向皇帝说：“关系疏远之人急于攀附，说臣蒙蔽不为他们引荐。”真宗说：“这些人虽有夤缘，也应该因事立功，方可擢用，不可以过分追求侥幸，卿不要再说了。”
王继英从真宗抵达澶州，契丹请和，达成澶渊之盟。询问经略，王继英也有参预。第二年郊祀，加特进、检校太傅。景德三年（1006年），王继英卒，时年六十一岁。真宗亲临哀悼，赐白金五千两，赠太尉、侍中，谥号恭懿。而且为他安葬他的祖父、父亲，赠其妻贾氏为长乐郡太夫人，录用他的子婿、门下亲吏数十人。
开始，王继英幼年丧父，寄养在外祖父家。显贵后，外祖父、各舅父有去世的，奏请派儿子营葬，去世后，朝廷特诏有司办理。其子王遵式、王遵诲、王遵度、王遵范，都至显官。